# La Fille du train (film)
Pour les articles homonymes, voir La Fille du train.
Pour plus de détails, voir Fiche technique et Distribution.
La Fille du train (The Girl on the Train) est un film américano-indien réalisé par Tate Taylor, sorti en 2016.
Il s'agit de l'adaptation du roman du même nom de la romancière britannique Paula Hawkins (2015). L'histoire a été transposée de Londres à New York.

## Synopsis
Rachel Watson est une femme de 32 ans, qui a sombré dans l'alcoolisme et la dépression depuis son divorce avec Tom. Ce dernier a refait sa vie avec son ancienne maîtresse, Anna, avec qui il a eu une fille.
Afin d'occuper ses journées et ne voulant pas avouer à sa colocataire la perte de son emploi, Rachel fait quotidiennement l’aller-retour en train vers son ancien lieu de travail, passant près de son ancienne maison où vit toujours son ex-mari. Elle voit tous les matins depuis sa fenêtre un couple voisin, qu'elle a surnommés Jason et Jess et qu'elle imagine comme un couple heureux. Un jour, elle aperçoit Jess avec un autre homme, et apprend quelques jours plus tard la disparition de cette femme, qui s'appelle en réalité Megan Hipwell et dont l'époux se prénomme Scott. 
Persuadée qu'elle a vu quelque chose au moment de la disparition de Megan alors qu'elle était en état d'ébriété, Rachel tente d'élucider ce mystère.

## Fiche technique
Sauf indication contraire, les informations mentionnées dans cette section peuvent être confirmées par les bases de données cinématographiques IMDb et Allociné,  présentes dans la section « Liens externes ».
- Titre original : The Girl on the Train
- Titre français : La Fille du train
- Réalisation : Tate Taylor
- Scénario : Erin Cressida Wilson, d’après le roman La Fille du train (The Girl on the Train) de Paula Hawkins
- Musique : Danny Elfman
- Direction artistique : Deborah Jensen
- Décors : Kevin Thompson
- Costumes : Michelle Matland et Ann Roth
- Photographie : Charlotte Bruus Christensen
- Son : Avi Laniado, Danny Michael, Scott Millan, Michael Novitch, Gregg Rudloff, Paul Urmson, Drew Webster
- Montage : Andrew Buckland et Michael McCusker
- Production : Jared LeBoff et Marc Platt
  - Production déléguée : Celia D. Costas
  - Coproduction : Holly Bario et Deb Dyer
- Sociétés de production :
  - États-Unis : Amblin Partners et Marc Platt Productions, présenté par Dreamworks Pictures
  - Inde : présenté par Reliance Entertainment
- Sociétés de distribution : Universal Pictures (États-Unis) ; Reliance Distribution (Inde) ; Universal Pictures Canada (Canada) ; Metropolitan Filmexport (France) ; Starway Film Distribution (Belgique) ; Ascot Elite Entertainment Group (Suisse romande)[3]
- Budget : 45 millions USD[4],[5]
- Pays de production :  États-Unis,  Inde[6]
- Langues originales : anglais, espagnol
- Format : couleur — 35 mm — 1,85:1 — son Dolby Digital
- Genre : thriller, policier, drame
- Durée : 112 minutes
- Dates de sortie[7] :
  - États-Unis, Québec : 7 octobre 2016[8]
  - Inde : 14 octobre 2016
  - France, Suisse romande : 26 octobre 2016[9],[10]
  - Belgique : 2 novembre 2016[11]
- Classification[12] :
  - États-Unis : les enfants de moins de 17 ans doivent être accompagnés d'un adulte (R – Restricted)[N 1]
  - Inde : interdit aux moins de 18 ans (contenant des scènes de violence, d'horreur ou de nudité) (A - Adult Only)
  - France : interdit aux moins de 12 ans[13],[N 2]
  - Belgique : potentiellement préjudiciable jusqu'à 16 ans (KNT/ENA : Kinderen Niet Toegelaten  / Enfants Non Admis)[11],[14],[N 3]
  - Suisse romande : interdit aux moins de 16 ans[15]
  - Québec : 13 ans et plus (13+ / 13 years and over)[8]

## Distribution
- Emily Blunt (VF : Élisabeth Ventura ; VQ : Camille Cyr-Desmarais) : Rachel Watson
- Rebecca Ferguson (VF : Candice Lartigue ; VQ : Laurence Dauphinais) : Anna Watson
- Justin Theroux (VF : Pierre Margot ; VQ : Marc-André Bélanger) : Tom Watson
- Haley Bennett (VF : Laura Préjean ; VQ : Émilie Bibeau) : Megan Hipwell
- Luke Evans (VF : Jean-Philippe Puymartin ; VQ : Louis-Philippe Dandenault) : Scott Hipwell
- Édgar Ramírez (VF : Pierre-François Pistorio ; VQ : Patrice Dubois) : le docteur Kamal Abdic
- Laura Prepon (VQ : Pascale Montreuil) : Cathy
- Allison Janney (VF : Marie Vincent ; VQ : Manon Arsenault) : l'inspecteur Riley
- Darren Goldstein (VF : Gilduin Tissier ; VQ : Tristan Harvey) : homme en costume
- Lisa Kudrow (VF : Rafaèle Moutier ; VQ : Madeleine Arsenault) : Martha
- Cleta E. Livingston : femme dans le bar à huîtres
- Lana Young : Docteur
- Rachel Christopher : femme avec enfant
- Fernando Medina : joueur de billard
- Gregory Morley : l'officier Pete
- Mac Tavares : l'nspecteur Gaskill
- John Norris : Jason
- Nathan Shapiro : membre de la réunion
- Tamiel Paynes : joueur de tambour à Central Park
- Peter Mayer-Klepchick : Mac

 Source et légende : version française (VF) sur RS Doublage ; version québécoise (VQ) sur Doublage.qc.ca

## Accueil

### Accueil critique
Dans l'ensemble, La Fille du train reçoit un accueil mitigé de la part des critiques professionnels.
- Sur le site agrégateur américain Rotten Tomatoes, le film bénéficie d'un taux d'approbation de 44 % basé sur 310 critiques collectées (137 critiques positives et 173 négatives) obtenant une moyenne de 5,30⁄10. Le consensus critique du site Web se lit comme suit : « La performance exceptionnelle d'Emily Blunt ne suffit pas à empêcher La Fille du train de glisser lentement vers un mélodrame exploiteur. »[18].

### Box-office
Le film rencontre un succès commercial, rapportant 173 185 859 $ de recettes mondiales, dont 75 395 035 $ aux États-Unis. 
En Europe, il totalise 2 994 951 entrées au Royaume-Uni, 885 523 entrées en Italie, 503 271 entrées en Allemagne et 479 841 entrées en France.
Aux États-Unis, il démarre en tête du box-office lors de son premier week-end d'exploitation en salles. Le long-métrage restera douze semaines dans les salles américaines. Le film est arrivé également en tête en Australie et au Royaume-Uni, où il restera à l'affiche durant deux semaines consécutives. 
En France, il passe presque inaperçu en démarrant à la onzième place du box-office avec 256 506 entrées.

## Distinctions

### Récompenses

#### 2016
- Festival du film de Hollywood : producteur de l'année pour Marc Platt

#### 2017
- BMI Film and TV Awards : Prix BMI de la meilleure musique de film pour Danny Elfman
- People's Choice Awards : thriller préféré
- Yoga Awards : pire actrice étrangère pour Emily Blunt

### Nominations

#### 2016
- Indiana Film Journalists Association : meilleure actrice pour Emily Blunt
- North Texas Film Critics Association : meilleure actrice pour Emily Blunt (4e place)

#### 2017
- Academy of Science Fiction, Fantasy and Horror Films - Saturn Awards :
  - Meilleur thriller
  - Meilleure actrice pour Emily Blunt
- BAFTA Awards : meilleure actrice pour Emily Blunt
- Casting Society of America : meilleur casting pour un film dramatique à gros budget pour Kerry Barden, Joey Montenarello, Adam Richards et Paul Schnee
- Golden Trailer Awards :
  - Meilleure bande-annonce pour un thriller
  - Meilleur spot télévisé pour un thriller
- Gran Premio Internazionale del Doppiaggio : meilleure actrice de doublage voix pour Francesca Manicone (pour le doublage d'Emily Blunt)
- Guild of Music Supervisors Awards : meilleure supervision musicale pour la bande-annonce pour Marcy Bulkeley (Bande-annonce n°1)
- Hollywood Makeup Artist and Hair Stylist Guild Awards : meilleures coiffures contemporaines dans un long métrage pour Alan D'Angerio
- Location Managers Guild International Awards (LMGI) : commission cinématographique exceptionnelle (Bureau du gouverneur de l'État de New York pour le développement du cinéma)
- Screen Actors Guild Awards : meilleure actrice pour Emily Blunt

## Éditions en vidéo
- En France, le film La Fille du train est sorti en DVD et Blu-ray le 1er mars 2017[21],[22]. Par la suite, le film est sorti en VOD le 1er octobre 2021[9], puis ressorti en DVD le 27 janvier 2024[23]
- Au Québec, le film est sorti en DVD / Blu-ray le 17 janvier 2017[24].